# Augustów (powiat pajęczański)
Augustów – wieś sołecka w Polsce nad rzeką Krasówką dopływem Widawki położona w województwie łódzkim, w powiecie pajęczańskim, w gminie Rząśnia. Należy do parafii św. Rocha w Rząśni, kościół filialny pw. św. Brata Alberta Chmielowskiego w Broszęcinie-Kodraniu.
W XIX w. za Królestwa Polskiego należała do gminy Dzbanki, powiatu łaskiego w guberni piotrkowskiej i jak podaje Słownik geograficzny Królestwa Polskiego i innych krajów słowiańskich było w niej 21 domów (zagród),
285 mieszkańców i zajmowała 412 mórg obszaru.
W drugiej połowie XIX wieku miejscowość nosiła nazwę Augustynów.
Po I wojnie światowej, w czasach II Rzeczypospolitej wieś terytorialnie należała do gminy Dzbanki (od 1930 do gminy Szczerców) w powiecie łaskim, w województwie łódzkim. Podlegała pod sąd pokoju w Widawie i sąd okręgowy w Łodzi.
25-27 marca 1939 w Augustowie i innych miejscowościach wokół Chabielic zakwaterowano żołnierzy 84 Pułku Strzelców Poleskich z 30 Dywizji Strzelców Poleskich, która wchodziła w skład armii „Łódź”. Żołnierze brali udział w pracach przy budowie fortyfikacji obronnych oraz w szkoleniach poligonowych.
W latach 1975–1998 miejscowość administracyjnie należała do województwa piotrkowskiego.